# سارة الهاني
سارة الهاني (28 أبريل -)، مغنية لبنانية.
من مواليد الكويت،. بدأت الغناء في سن صغيرة وغنت العديد من الأغاني المنفردة. في عام 1996 باشرت تلقي الدروس الموسيقية في الكونسرفتوار اللبناني تحت إشراف الفنان وليد غلمية الذي كان رئيس المعهد الوطني اللبناني العالي للموسيقى آنذاك، وتخرجت من المعهد في السادسة عشر من عمرها، وكانت من أصغر المتخرجات.
شاركت سارة في برنامج الخاص ستوديو الفن دورة 2001-2002 وانتزعت اعجاب لجنة التحكيم وفازت بالمرتبة الأولى عن فئة الأغنية الطربية.
تميزت بكونها أصغر فنانة لبنانية تفوز بتلك المسابقة. شاركت سارة في عدة مهرجانات ممثلة لبنان وذلك في العديد من الدول والقارات كأستراليا وكندا وأفريقيا.
تعاقدت سارة الهاني مع شركة روتانا عام 2007، وأطلقت ألبومها الأول آخر قرار.
في بداية عام 2009، أصدرت ألبومها الثاني بعنوان«هيك بتعمل» والذي قام رامي عياش بتحلين معظم أغنياته.

## أغانيها
- كرهني فيك.
- صدفي.
- أنا الغلطانة.
- ادعي عليك.
- خلاص مسافي.
- آخر قرار.
- علمتني.
- خيالك.
- هيك بتعمل.
- قلت ايه.
- لو خيروني.
- قال شو عبالو.
- قلي ناسيني.
- فديت روحك.
- ما حدا بيبعدني.
- افتكرني.
- يا ليل انا بحبك.
- غريبة روحي
- يا ضنى

كما غنت شارة مسلسل صبايا.
الألبومات :
```
- آخر قرار 2006
```